# Christian Meier
Christian Meier (Sussex, Nova Brunswick, 21 de febrer de 1985) és un ciclista canadenc, professional des del 2006 fins al 2016. Combinà el ciclisme en ruta amb el ciclocròs.
En el seu palmarès destaca el campionat nacional en ruta de 2008.

## Palmarès
- 2005
  -  Campió del Canadà en contrarellotge sub-23
  -  Campió del Canadà de ciclo-cross sub-23
  - 1r a l'Atomic Road Race
- 2007
  -  Campió del Canadà en ruta sub-23
- 2008
  -  Campionat del Canadà en ruta
- 2010
  - Vencedor de la classificació de les metes volants a la Volta al País Basc

### Resultats a la Volta a Espanya
- 2009. Abandona (18a etapa)
- 2013. 82è de la classificació general

### Resultats al Giro d'Itàlia
- 2012. 135è de la classificació general
- 2013. 143è de la classificació general

### Resultats al Tour de França
- 2014. 121è de la classificació general